# Mateu Oliver Maimó
Mateu Oliver Maimó va néixer a Felanitx, Mallorca l'any 1904 i va morir a Palma, Mallorca l'any 1992. Era músic. Va estudiar al conservatori professional i superior de València. Va pertànyer al Cos Nacional de Directors de Bandes de Música. L'any 1932 fou director de la Banda de Música de Sóller. Compongué per a la Banda dues marxes funebres dedicades als seus pares: Marxa triunfal i Diana de Pasqua. També compongué un Himne per a la banda i la coral en Honor dels herois de 18 de maig de 1561.